# Хи Близнецов
Хи Близнецов (лат. χ Geminorum) — двойная звезда в созвездии Близнецов на расстоянии приблизительно 258 световых лет (около 79 парсеков) от Солнца. Видимая звёздная величина звезды — +4,98m. Орбитальный период — около 2437,8 суток. Возраст звезды оценивается как около 1,92 млрд лет.

## Характеристики
Первый компонент — оранжевый гигант, бариевая звезда спектрального класса K2III. Масса — около 1,83 солнечной, радиус — около 14 солнечных, светимость — около 79 солнечных. Эффективная температура — около 4560 К.
Второй компонент — белый карлик.